# Carabanchel (metrostation)
Carabanchel is een metrostation in het stadsdeel Carabanchel van de Spaanse hoofdstad Madrid. Het station werd geopend op 4 februari 1961 en wordt bediend door lijn 5 van de metro van Madrid.